# Ángulo tangencial

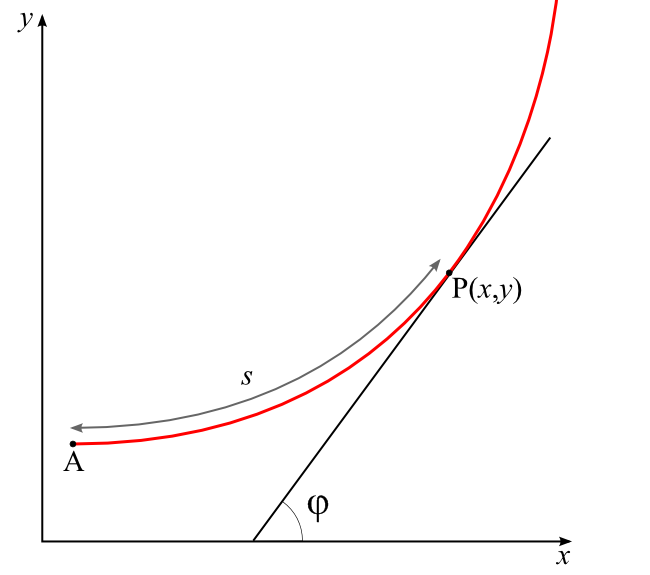
Ángulo tangencial φ en un punto de una curva P.

En geometría, el ángulo tangencial en un punto específico de una curva del plano cartesiano, es el ángulo formado entre la recta tangente a la curva en el punto dado y el eje x. Debe tenerse en cuenta que algunos autores definen el ángulo como la desviación de la dirección de la curva con respecto a algún punto de partida fijo. Esto es equivalente a la definición dada aquí mediante la adición de una constante al ángulo o a rotar la posición de la curva.

## Ecuaciones
Si (x(t), y(t)) define una curva paramétricamente, el ángulo tangencial φ en t está definido (hasta un múltiplo de 2π) por
{\displaystyle {\frac {{\big (}x'(t),\ y'(t){\big )}}{{\big |}x'(t),\ y'(t){\big |}}}=(\cos \varphi ,\ \sin \varphi ).}
Aquí, la prima (') indica la derivada con respecto a t. Si se considera en términos cinemáticos que la ecuación anterior representa el movimiento de una partícula respecto al tiempo, el ángulo tangencial especifica la dirección del vector velocidad (x(t), y(t)), mientras que la magnitud del vector especifica su celeridad. El vector
{\displaystyle {\frac {{\big (}x'(t),\ y'(t){\big )}}{{\big |}x'(t),\ y'(t){\big |}}}}
se llama vector tangente unitario, por lo que una definición equivalente es que el ángulo tangencial en t es el ángulo φ tal que (cos φ, sin φ) es el vector tangente unitario en t.
Si la curva está parametrizada por la longitud de arco s, entonces |x′(s), y′(s)| = 1, la definición se simplifica a
{\displaystyle {\big (}x'(s),\ y'(s){\big )}=(\cos \varphi ,\ \sin \varphi ).}
En este caso, la curvatura κ viene dada por φ′(s), donde se considera que κ es positiva si la curva gira hacia la izquierda y negativo si la curva gira hacia la derecha.
Si la curva está dada por y = f(x), entonces se puede tomar (x, f(x)) como parametrización, y suponer que φ está entre −π2 y π2. Esto produce la expresión explícita
{\displaystyle \varphi =\arctan f'(x).}

## Ángulo tangencial polar[4]
En coordenadas polares, el ángulo tangencial polar se define como el ángulo entre la línea tangente a la curva en el punto dado y el radio desde el origen hasta el punto. Si ψ indica el ángulo tangencial polar, entonces ψ = φ − θ, φ se ajusta a la definición ya dada y θ es el ángulo polar.
Si la curva se define en coordenadas polares con r = f(θ), entonces se define el ángulo tangencial polar ψ en θ (hasta un múltiplo de 2π) por
{\displaystyle {\frac {{\big (}f'(\theta ),\ f(\theta ){\big )}}{{\big |}f'(\theta ),\ f(\theta ){\big |}}}=(\cos \psi ,\ \sin \psi )}.
Si la curva se parametriza por la longitud de arco s como r = r(s), θ = θ(s), entonces |r′(s), rθ′(s)| = 1, y la definición toma la forma
{\displaystyle {\big (}r'(s),\ r\theta '(s){\big )}=(\cos \psi ,\ \sin \psi )}.
La espiral logarítmica se puede definir como una curva cuyo ángulo tangencial polar es constante.